# Krchleby na Moravě
Krchleby (deutsch Chirles) ist eine Gemeinde in Tschechien. Sie liegt acht Kilometer nordwestlich von Mohelnice und gehört zum Okres Šumperk.

## Geographie
Krchleby befindet sich auf dem Kamm der Mirovská vrchovina (Mürauer Bergland) in der Quellmulde des Baches Řepovský potok. Nördlich erhebt sich der Slunný kopec (524 m). Im Westen liegt das tief eingeschnittene Tal der Jahodná mit den Stauweihern Krchleby und Na Jahodné.
Nachbarorte sind Dolní Bušínov und Pobučí im Norden, Rájec und Zvole im Nordosten, Slavoňov im Osten, Řepová und Nové Sady im Südosten, Mírov, Mírovíček und Studená Loučka im Süden, Javoří im Südwesten, Petrušov und Dlouhá Ves im Westen sowie Horní Bušínov und Křižanov im Nordwesten.

## Geschichte
Die erste schriftliche Erwähnung von Krchleby und Bušínov erfolgte 1273 in einer für den Müglitzer Richter ausgestellten Urkunde des Bistums Olmütz. Beide Orte wurden wie auch die Dörfer der Umgebung als bischöfliche Lehen an niedere Adelige ausgereicht. Zu ihren gehörten im 15. Jahrhundert die Vladiken von Zwole. Während des böhmisch-ungarischen Krieges erlosch Bušínov, das Dorf wurde im 16. Jahrhundert erneut besiedelt. Bischof Markus Kuen schloss Krchleby 1564 an die Herrschaft Mürau an. Während des Dreißigjährigen Krieges verödete Krchleby. Im Hufenregister von 1677 sind für das Dorf 41 Anwesen ausgewiesen, von denen 18 wüst lagen. Nach 1800 erfolgten in der Umgebung verschiedene Bergbauversuche auf Eisenerz und Graphit. Außerdem wurde Kalkstein abgebaut und gebrannt. Auf der Höhe über dem Dorf wurde eine Windmühle betrieben. Seit 1828 bestand in Krchleby eine Schule. 1834 hatte das Dorf 470 Einwohner und bestand aus 70 Häusern.
Nach der Aufhebung der Patrimonialherrschaften bildete Krchleby / Chirles mit den Ortsteilen Dolní Bušínov / Niederbuseln und Horní Bušínov / Oberbuseln ab 1850 eine Gemeinde im Bezirk Hohenstadt. Im Jahre 1900 lebten in den 89 Häusern der Gemeinde 506 Menschen. Chirles war ein landwirtschaftlich geprägtes und von Deutschen besiedeltes Dorf. 1930 hatte der Ort 437 Einwohner, davon waren 9 Tschechen. 
Nach dem Münchner Abkommen wurde Chirles 1938 dem Deutschen Reich zugeschlagen und gehörte bis 1945 zum Landkreis Hohenstadt. 1939 lebten 405 Menschen in dem Ort. Nach dem Zweiten Weltkrieg wurden die Deutschen vertrieben.
Die Wiederbesiedlung gelang nur in geringem Umfang. Im Jahre 1950 lebten in Krchleby 136 Einwohner in 56 Häusern. Zum Ende des Jahres 1960 wurde der Okres Zábřeh aufgelöst und die Gemeinde dem Okres Šumperk zugeordnet. 1975 wurde Krchleby nach Maletín eingemeindet. Dolní Bušínov wurde 1977 an die Stadt Zábřeh angegliedert. Seit 1990 besteht die Gemeinde Krchleby wieder. Im Jahre 1991 bestand der Ort aus 32 Wohngebäuden mit 168 Bewohnern.

## Gemeindegliederung
Für die Gemeinde Krchleby sind keine Ortsteile ausgewiesen. Zu Krchleby gehören die Ansiedlung Horní Bušínov (Oberbuseln).

## Sehenswürdigkeiten
- Kapelle
- Dreifaltigkeitssäule aus der 2. Hälfte des 18. Jahrhunderts
- Tal der Jahodná mit Erholungsgebiet Bozéňov in Dolní Bušínov